# Pedro Gálvez (distrito)
Pedro Gálvez é um distrito do Peru, departamento de Cajamarca, localizada na província de San Marcos.

## Transporte
O distrito de Pedro Gálvez é servido pela seguinte rodovia:
- PE-3N, que liga o distrito de La Oroya (Região de Junín) à Puerto Vado Grande (Fronteira Equador-Peru) no distrito de Ayabaca (Região de Piura) [1][2][3]